# Les Mômes de la cloche
Les Mômes de la cloche è un brano musicale scritta da Vincent Scotto e Decaye sulla musica di Médinger, composta nel 1936. È stata la prima canzone registrata da Édith Piaf, allora agli inizi della sua carriera.

## Il brano
Il titolo del brano è un appellativo in slang parigino: mômes è un usuale vezzegiativo che indica le fanciulle adolescenti; la fraseologia de la cloche, di incerta origine, letteralmente significa "della campana", ma nel parlato comune si riferisce ai senzatetto, a qualcuno che vive in strada. Pertanto una traduzione disinvolta del titolo potrebbe essere "le ragazze di strada". In effetti il brano illustra la vita delle ragazze vagabonde comuni nelle strade di Parigi, che vivono una vita scapestrata e campano di espedienti.
La canzone consta di tre strofe intervallate da altrettanti ritornelli. Nella prima strofa vengono presentate le "ragazze di strada", ne viene descritto l'aspetto trasandato e alcuni aspetti del loro modo di vivere. Questa strofa è particolarmente ironica: in essa le "mômes" sono definite Belles Ferronières come il "Ritratto di Dama" di Leonardo da Vinci, con un sarcastico riferimento alla loro bigiotteria da quattro soldi (ferronière sarebbe il ferramenta) ma anche al loro aspetto tutt'altro che nobile: in tal senso vengono addirittura paragonate a Madame de Pompadour. Inoltre viene lasciato intuire che la città nutra un certo affetto per queste ragazze, che sono definite "le nostre bambole, le nostre marionette": nelle strofe successive questo verso, ripetuto costantemente, avrà un'interpretazione molto più amara.
Nella seconda strofa, già molto meno scanzonata, si parla delle difficoltà che le ragazze di strada incontrano nel sopravvivere: esse infatti non sono ben viste nei luoghi frequentati dai nobili e dalla gente ricca, come le Galeries Lafayette o l'Hotel Riviera, ma devono limitarsi a frequentare i luoghi più squallidi della città, come il Canale Saint-Martin, Rue de la Chapelle e Rue Sébastopole: i riferimenti a queste vie non sono casuali, poiché si trattava di strade dove era abituale praticare la prostituzione. Le ragazze sembrano rassegnate a questa vita, tanto che non importa loro di andare in prigione.
La terza strofa è decisamente la più amara, poiché descrive il momento in cui le ragazze si trovano "senza più niente in tasca": ciò si riferisce non solo alla mancanza di denaro, ma soprattutto allo sfiorire della giovinezza, quando i clienti non le cercano più. A quel punto non hanno altra scelta che suicidarsi annegando nel canale; quando i loro corpi vengono ripescati e portati all'ospedale la gente non dimostra nulla dell'affetto espresso nella prima strofa, ma le guarda con disprezzo poiché si tratta "solo di prostitute". Pertanto, una volta decedute le ragazze vengono portate al Pantin senza alcun corteo funebre; eppure, proprio a causa della pessima vita condotta fino ad allora, il giorno della loro morte è il più bello della loro esistenza. La canzone si chiude con un triste gioco di parole: la campana (cloche) suona a morte per "les mômes de la cloche", rendendo letterale il loro appellativo.
Si deve notare come la Piaf, nel cantare questa canzone, modulasse la sua voce in ciascuna strofa in modo da passare gradualmente dall'espressione di spensieratezza della prima strofa alla tristezza dell'ultima.

## Testo
D'un bout à l'autre de la semaine,
Sur les boulevards, dans les faubourgs,
On les voit traîner par centaines,
Leurs guêtres sales et leurs amours.
Dans des chemises de dix jours.
Sous la lumière des réverbères,
Prenant des airs de Pompadour,
Ce sont nos belles ferronnières,
Ce sont nos poupées, nos guignols, nos pantins.
Écoutez dans la nuit,
Elles chantent ce refrain:
C'est nous les mômes, les mômes de la cloche,
Clochards qui s'en vont sans un rond en poche.
C'est nous les paumées, les purées d'paumées
Qui sommes aimées un soir n'importe où.
Nous avons pourtant
Cœur pas exigeant
Mais personne n'en veut.
Eh bien, tant pis pour eux.
Qu'è'qu'ça fout,
On s'en fout !
Nul ne s'y accroche.
Il n'y a pas d'amour
Et l'on sera toujours
Les mômes de la cloche!
Mais comme elles n'ont pas les toilettes
Qu'il faut pour les quartiers rupins,
C'est pas aux Galeries Lafayette
Qu'elles vont faire chaque soir leur turbin.
Le long du canal Saint-Martin,
Au Sébasto, à la chapelle,
On est toujours assez gandin
Pour le monsieur qui vous appelle.
C'est d'l'article populaire, c'est pas du beau joujou.
'y a pas d'poupées en soie
Aux bazars à trente sous.
C'est nous les mômes, les mômes de la cloche,
Clochards qui s'en vont sans un rond en poche.
C'est nous les paumées, les purées d'paumées
Qui sommes aimées un soir n'importe où.
Tout comme nos ribouis,
Nous n'sommes pas vernies.
Jamais l'on ira
Sur la Riviera.
Qu'è'qu'ça fout,
On s'en fout !
Quand l'argent nous fauche,
On va faire quatre jours
Là-bas à la Tour.
Les mômes de la cloche,
Elles ont vendu toutes leurs caresses.
Elles furent payées tant bien que mal,
Puis un jour, plus rien dans la caisse,
Elles vont se ficher dans l'canal
Et sans avoir comme un cheval
La pitié des gens de la rue,
On les emmène à l'hôpital.
La foule dit " bah, ce n'est qu'une grue"
Et voilà comment nos poupées, nos pantins,
Lorsqu'elles n'ont plus le sou
S'en vont toutes à Pantin.
C'est nous les mômes, les mômes de la cloche,
Clochards qui s'en vont sans amis, sans proches.
C'est nous les paumées, les purées d'paumées
Qui s'en vont dormir dans l'horrible trou.
Derrière not' convoi
Jamais l'on ne voit
Ni fleurs ni couronnes,
Pas même une personne
Qu'è'qu'ça fout,
On s'en fout !
Quand la mort nous fauche,
C'est not' plus beau jour.
Cloches, sonnez pour
Les mômes de la cloche!...

## Traduzione
Da un capo all'altro della settimana,
sui viali, in periferia,
le si vede a centinaia,
le loro calze sporche e i loro amori
con la stessa camicia da dieci giorni,
sotto le luci dei lampioni,
dandosi arie da Pompadour,
ecco le nostre Belles Ferronières,
le nostre bambole, le nostre marionette, i nostri pupazzi.
Ascoltate, nella notte,
cantano questo ritornello:
Siamo le ragazze, le ragazze delle campane,

vagabonde che se ne vanno senza un soldo in tasca,
Siamo le sbandate, le più miserabili delle sbandate,
siamo amate per una sera in un luogo qualunque.
Eppure abbiamo un cuore di poche pretese,
ma non lo vuole nessuno.
Eh beh, peggio per loro,
chissenefrega,
ce ne freghiamo!
Nessuno ci si affeziona,
Non c'è amore
e saremo per sempre le ragazze delle campane!
Ma siccome non hanno dei bei vestiti
adatti ai quartieri ricchi,
non è certo alle Galeries Lafayette

che ogni sera vanno a fare i loro giri.
Ma lungo il canale Saint-Martin,
su Rue Sébastopole, alla Chapelle,

sono sempre abbastanza carine
per il signore che le chiama.
È roba a buon mercato, niente bei giocattolini:
non ci sono bamboline di seta

nei bazar da trenta soldi.
Siamo le ragazze,
le ragazze delle campane,
vagabonde che se ne vanno senza un soldo in tasca.
Siamo le sbandate, le più misere delle sbandate,
siamo amate per una sera in un posto qualunque.
Proprio come le nostre scarpacce

non siamo belle lustre,
non andremo mai

sulla Riviera.
Chissenefrega,
ce ne freghiamo!
Se il denaro ci manca,
ci faremo quattro giorni
laggiù in galera.
Le ragazze delle campane
hanno venduto tutte le loro carezze,
sono state pagate come meglio si poteva,
e poi un giorno, più niente in cassa,
e vanno a buttarsi nel canale,
e senza avere come cavallo
 la pietà dei passanti

le si porta all'ospizio.
La folla dice “Bah, è solo una prostituta”,
ed ecco come le nostre bamboline, le nostre marionette,
quando non hanno più un quattrino,
se ne vanno tutte al Pantin.
Siamo le ragazze, le ragazze delle campane,
Vagabonde che se ne vanno senza un soldo in tasca,
Siamo le sbandate, le più misere delle sbandate,
che se ne vanno a dormire in quell'orribile buco.
Dietro al nostro corteo funebre
non si vedono mai
né fiori, né ghirlande,
neanche una persona.
Chissenefrega,
ce ne freghiamo!
Quando la morte ci acchiappa
è il nostro giorno più bello.
Campane, suonate per le ragazze delle campane!...